# MG ZS (2024)
Pour les articles homonymes, voir MG ZS.
La MG ZS Hybrid+ est un SUV produit depuis 2024 par le constructeur automobile chinois SAIC sous la marque britannique MG Motor (anciennement Morris Garages). Il est fabriqué dans l'usine de Zhengzhou en Chine.

## Présentation
La ZS Hybrid+ est présentée en août 2024.

## Caractéristiques techniques

### Motorisations
La ZS emprunte le moteur hybride de la compacte MG3, le 4-cylindres 102 ch accouplé à un moteur électrique de 136 ch et une boîte automatique à 3 rapports.
| Logo de MG Motor             | MG ZS Hybrid+,                                                                                    |
| ---------------------------- | ------------------------------------------------------------------------------------------------- |
| Moteur thermique             | 4-cylindres en ligne essence à cycle d'Atkinson                                                   |
| Alimentation                 | Atmosphérique                                                                                     |
| Cylindrée (cm3)              | 1 498                                                                                             |
| Moteur électrique            | Synchrone à aimant permanent                                                                      |
| Puissance maximale ch (kW)   | thermique : 102 [75] électrique avant: 136 [100] électrique arrière : 81 [60] cumulée : 197 [145] |
| au régime de : (tr/min)      | 6000                                                                                              |
| Couple maximal (N m)         | thermique : 128 électrique avant: 250 électrique arrière : 60 cumulée : 465                       |
| au régime de : (tr/min)      | 4500                                                                                              |
| Boîte de vitesses            | Automatique à 3 rapports                                                                          |
| Transmission                 | Intégrale                                                                                         |
| Vitesse maximale (km/h)      | 168                                                                                               |
| 0-100 km/h (s)               | 8,7                                                                                               |
| Consommation (L/100 km)      | 5,0 à 5,1                                                                                         |
| Émissions de CO2 (g/km)      | 113 à 115                                                                                         |
| Capacité du réservoir (L)    | 41                                                                                                |
| Masse à vide (kg)            |                                                                                                   |
| Norme environnementale       | Euro 6d Temp                                                                                      |
| Batterie                     |                                                                                                   |
| Type                         | Lithium-ion (NMC)                                                                                 |
| Capacité de la batterie(kWh) | 1,83                                                                                              |
| Autonomie (km)               |                                                                                                   |

### Version électrique
Une version 100% électrique existe également, dans cette configuration le modèle est appelé ZS EV.
Cette version électrique est dotée de la fonctionnalité de charge bidirectionnelle, dite V2L Vehicle-to-Load, permettant de brancher des appareils électriques extérieurs.

### Finitions
- Standard[9]
  - 2 ports USB avant ;
  - accoudoir central avant ;
  - aide au maintien dans la voie ;
  - caméra de recul ;
  - climatisation automatique ;
  - détecteur de fatigue ;
  - écran central tactile de 10,25 pouces ;
  - feux de jour et feux arrière à LED ;
  - feux automatiques ;
  - jantes en acier de 16 pouces avec enjoliveurs ;
  - lève-vitres électriques avant et arrière ;
  - radar de recul ;
  - régulateur de vitesse adaptatif ;
  - réplication de smartphone ;
  - surveillance des angles morts ;
  - système audio à 4 haut-parleurs ;
  - système de navigation
  - tableau de bord numérique de 7 pouces.

- Comfort
  - 1 port USB arrière ;
  - aérateurs arrière ;
  - écran central tactile de 12,3 pouces ;
  - essuie-glaces automatiques ;
  - feux de route intelligents ;
  - jantes en alliage de 17 pouces ;
  - projecteurs à LED ;
  - système audio à 6 haut-parleurs ;
  - rails de toit.

- Luxury
  - caméras à 360° ;
  - rétroviseurs rabattables électriquement ;** sièges avant chauffants ;
  - jantes en alliage de 18 pouces ;
  - siège conducteur électrique ;
  - vitres arrière surteintées ;
  - volant chauffant.